# Striga glumacea
Striga glumacea är en snyltrotsväxtart som beskrevs av A. Raynal-roques. Striga glumacea ingår i släktet Striga och familjen snyltrotsväxter. Inga underarter finns listade i Catalogue of Life.